# Lullington (Somerset)
Lullington – wieś w Anglii, w hrabstwie Somerset, w dystrykcie (unitary authority) Somerset. Leży 29 km na południowy wschód od miasta Bristol i 155 km na zachód od Londynu. W 2001 miejscowość liczyła 147 mieszkańców.